# Шурыгин, Виктор Александрович (конструктор)
Виктор Александрович Шурыгин (род. 23 декабря 1945, Калинин) — советский и российский конструктор артиллерийских и ракетных комплексов, генеральный директор и генеральный конструктор АО «Федеральный научно-производственный центр „Титан-Баррикады“» (Волгоград). Герой Труда Российской Федерации (23.04.2018). Член-корреспондент Российской академии наук (15.11.2019). Лауреат Государственной премии Российской Федерации за 2012 год в области науки и технологий, Государственной премии Российской Федерации имени Маршала Советского Союза Г. К. Жукова (2017), премии Правительства Российской Федерации в области науки и техники (2008). Заслуженный машиностроитель Российской Федерации (1996).

## Биография
Родился 23 декабря 1945 года в Калинине (Тверь), затем семья переехала в Сталинград (Волгоград).
В 1969 году окончил факультет «Летательные аппараты» Московского ордена Ленина авиационного института им. С. Орджоникидзе. Работал в Центральном научно-исследовательском институте машиностроения.
В 1970-м году по семейным обстоятельствам вернулся в Волгоград, где начал работать в конструкторском бюро завода «Баррикады» под руководством Героя Социалистического Труда, лауреата Ленинской и Государственных премий, главного конструктора Г. И. Сергеева. С этого момента и по настоящее время трудится в волгоградском КБ, где профессионально вырос от инженера-конструктора до заместителя главного конструктора особого конструкторского бюро.
В феврале 1992 году приказом Министра промышленности РФ В. А. Шурыгин назначен директором-главным конструктором ЦКБ «Титан».
С 1 октября 2014 года, после присоединения к АО "ЦКБ «Титан»" ОАО "ПО «Баррикады»", возглавляет объединённое предприятие — АО «ФНПЦ „Титан-Баррикады“».

## Деятельность в ЦКБ „Титан“
Под непосредственным руководством и при личном участии В. А. Шурыгина волгоградское КБ разработало и поставило на вооружение подвижные агрегаты наземного оборудования ракетного комплекса «Точка-У» и оперативно-тактического комплекса «Ока-У», 130-мм комплекс береговой обороны АК-222 «Берег».
В. А. Шурыгин возглавлял разработку и внедрение ряда проектов гражданского назначения: комплексов по запуску коммерческих спутников «Старт», «Старт-1», АСУТП на Волго-Донском судоходном канале и других.
В условиях экономического спада в России, падения объёмов государственного оборонного заказа, предприятие под его руководством укрепило статус разработчика наземного оборудования с полным производственным циклом в одном из важнейших сегментов оборонной отрасли страны. Сегодня ЦКБ «Титан» является Федеральным научно-производственным центром этой работы. Под руководством Виктора Александровича в стенах ЦКБ «Титан» были созданы и поставлены на вооружение пусковые установки и другие агрегаты наземного оборудования ракетных комплексов «Тополь-М» и «Ярс». Он является главным конструктором» наземного оборудования высокоточного оперативно-тактического РК «Искандер-М».
В годы мирового экономического спада организаторский талант Шурыгина во многом способствовал укреплению позиций «Титана» на рынке вооружений. С 2008 года предприятие существенно нарастило свои объёмы, суммы налоговых отчислений в бюджет и внебюджетные фонды. При этом здесь особенно активно начали заниматься реконструкцией производства.
Виктор Александрович уделяет большое внимание профессиональному росту молодых специалистов. Выстроенная по инициативе и при активной поддержке генерального директора и генерального конструктора система работы с кадрами помогла решить «Титану» одну из серьёзных проблем предприятий оборонного комплекса, «старения» коллектива: в настоящее время молодёжь до 30 лет составляет треть всех работников ЦКБ. Здесь реализуется серьёзная социальная программа, в результате этой работы из 330 предприятий оборонной отрасли страны волгоградское ЦКБ «Титан» в 2012 году вошло в десятку лучших социально ориентированных производств.
В. А. Шурыгин — член-корреспондент Российской академии наук (ноябрь 2019), академик Российской академии ракетно-артиллерийских наук. доктор технических наук, профессор, заведующий кафедрой «Автоматические установки» Волгоградского технического университета. Автор более 100 научных трудов и изобретений в области механики и баллистики, создания и развития специального вооружения. Академик Российской академии ракетно-артиллерийских наук. Является членом Совета Главных Конструкторов и Государственных комиссий по ряду тем государственного значения.

## Награды
- Герой Труда Российской Федерации — за особые трудовые заслуги перед государством и народом (Указ Президента России от 23 апреля 2018)[3]
- Орден «За заслуги перед Отечеством» 4-й степени (2008)[3]
- Орден Почёта (1999)[4]
- Орден «За военные заслуги» (2015)[3]
- Медаль «В память 300-летия Санкт-Петербурга» (2003)
- Лауреат Государственной премии Российской Федерации в области науки и технологий за 2012 год (2013)
- Лауреат Государственной премии Российской Федерации имени Маршала Советского Союза Г. К. Жукова (2017)[2].
- Лауреат Премии Правительства Российской Федерации в области науки и техники (2008)
- Заслуженный машиностроитель Российской Федерации (1996)[3]

Ведомственные награды
- Медаль «За укрепление боевого содружества» (Минобороны России, 2000)
- Медаль «200 лет Министерству обороны» (2002)
- Медаль имени академика В. П. Макеева (Федерация космонавтики России, 2002)
- Медаль «За выдающиеся достижения» (2005)
- Лауреат ВВЦ (2005)
- Именное оружие от Министерства обороны Российской Федерации (2005)
- Почётный работник промышленности вооружений (2002)
- Почётный гражданин города-героя Волгограда — за особые заслуги в развитии военной науки и техники, в укреплении обороноспособности Российской Федерации и международного авторитета города-героя Волгограда (решение Волгоградской городской Думы от 16.07.2013).